# منتخب تشيلي تحت 23 سنة لكرة القدم
منتخب تشيلي تحت 23 سنة لكرة القدم هو ممثل تشيلي الرسمي في المنافسات الدولية في كرة القدم في فئة كرة قدم تحت 23 سنة للرجال .